# Faisceaux siciliens
Pour les articles homonymes, voir Faisceau.
Les faisceaux siciliens (en italien fasci siciliani, prononcé ˈfaʃʃi sitʃiˈljani), en forme longue les faisceaux siciliens des travailleurs (fasci siciliani dei lavoratori), sont un ancien mouvement populaire sicilien d'inspiration démocratique et socialiste actif entre 1889 et 1894. Ils proposent un programme cohérent d'acquisition de nouveaux droits qui canalise la colère des plus pauvres et des plus exploités de l'île et assure aux faisceaux leur soutien.
Motivé par des sentiments traditionalistes, empreints de religiosité et d'une prise de conscience socialiste, le mouvement atteint son sommet pendant l'été 1893, quand de nouvelles revendications concernant le renouvellement du métayage et des contrats de location sont présentés aux propriétaires terriens et aux propriétaires de mines siciliens.
Lorsque ces revendications sont rejetées, des grèves éclatent, s'étendant rapidement à l'ensemble de l'île. Elles se transforment en conflit social violent, presque une insurrection. Les dirigeants du mouvement ne parviennent plus à le garder sous contrôle.
Les propriétaires de terres et de mines demandent au gouvernement d'intervenir et le président du Conseil Francesco Crispi déclare l'état d'urgence en janvier 1894. Il dissout les organisations, fait arrêter leurs responsables et fait restaurer l'ordre au moyen d'une violence extrême.
Des réformes et des lois sociales ont suivi, comprenant des systèmes d'indemnisation des accidents du travail et des retraites. L'interdiction des grèves a contribué à faire augmenter l'émigration.

## Caractéristiques
Le mouvement des faisceaux siciliens est composé d'une multitude d'associations qui se sont développées parmi les ouvriers agricoles, fermiers louant la terre et métayers, ainsi que parmi les artisans, intellectuels et travailleurs dans l'industrie. Le mouvement demande de manière immédiate des loyers agricoles justes, des salaires plus élevés, des impôts locaux plus bas et la distribution des terres collectives mal appropriées. Entre 1889 et 1893, quelque 170 fasci sont fondés en Sicile. Selon certaines sources, le mouvement atteint quelque 300 000 membres vers la fin de 1893. Les faisceaux constituent des organisations autonomes avec leurs propres insignes (des rosettes rouges), leurs propres uniformes et parfois même des bandes musicales. Ils disposent à l'échelon local de leurs propres salles pour les réunions et les congrès. Ils s'appellent fasci (fascio signifiant « fagot »), car chacun peut briser une branche isolément, mais personne ne peut briser un fagot de branches.

### Un mélange idéologique
De nombreux dirigeants du mouvement ont des inclinations socialistes ou anarchistes, la plupart ont moins de 40 ans et ont fréquenté l'université, se distinguant de l'idéologie mazzinienne alors majoritaire parmi les ligues ouvrières italiennes. Ils sont également influencés par les professeurs de droit palermitains Raffaele Schiattarella et Giuseppe Salvioli, par Mario Rapisardi et par Napoleone Colajanni.
Alors que les sociétés de secours mutuel ouvrières sont traditionnellement liées à la gauche parlementaire et contrôlées par les classes dirigeantes, les faisceaux se placent dans une résistance économique et politique, avec une lecture classiste.
Bien peu de membres sont de vrais révolutionnaires, néanmoins, les paysans rassemblés dans les faisceaux sont avides de justice sociale et convaincus qu'un nouveau monde est sur le point de naître. Un crucifix est accroché derrière le drapeau rouge dans de nombreux lieux de réunion, et des portraits du Roi figurent à côté de ceux des révolutionnaires Garibaldi, Mazzini et Marx. Le Roi est souvent acclamé dans les marches qui ressemblent à des processions religieuses. De nombreux faisceaux font partie du Parti des travailleurs italiens (Partito dei Lavoratori Italiani, le nom initial du Parti socialiste italien fondé à une conférence à Gènes, le 14 août 1892,.
Les faisceaux ruraux en particulier sont un curieux phénomène : à la fois ancien et moderne. Ils combinent des aspirations millénaires à une direction intellectuelle et urbaine souvent en contact avec les organisations de travailleurs et les idées dans l'Italie du Nord plus industrialisée. Selon l'historien marxiste Eric Hobsbawm, les faisceaux sont millénaristes dans la mesure où le mouvement est vu par la paysannerie sicilienne comme une nouvelle religion, la vraie religion du Christ, trahi par les prêtres, qui sont du côté des riches, qui a prédit l'aube d'un nouveau monde, sans pauvreté, faim et froid, conformément à la volonté de Dieu. Certains faisceaux sont tenus par les églises protestantes ou évangéliques vaudoises. Les faisceaux, qui comportent de nombreuses femmes, sont encouragés par la croyance messianique que le début d'un nouveau règne de justice est proche. Le mouvement se propage comme une épidémie.

### Le rôle des femmes
Les femmes jouent un rôle important dans les faisceaux siciliens, mais est souvent négligé dans les récits historiques. Elles sont souvent aux premières loges dans les manifestations et les grèves, prenant la parole lors des réunions et des conférences ; pendant les élections municipales, elles s'assurent que les hommes vont voter, les femmes n'ayant pas le droit de vote à l'époque. Elles patrouillent dans les tavernes pour empêcher les hommes de trahir leurs devoirs militants avec des bouteilles de vin. Elles prennent en charge de nombreux aspects de l'organisation et sont particulièrement actives en tant que prosélytes du mouvement. Elles décorent la scène pour les rassemblements, elles préparent les cérémonies, comme l'ouverture inaugurale du drapeau des faisceaux, et souhaitent la bienvenue aux dirigeants qui viennent dans leur ville avec des fleurs,.
Les femmes figurent parmi les partisans les plus ardents. Dans certaines communes, les femmes s'organisent en sections féminines, et il existe même des faisceaux exclusivement féminins,. La présence féminine la plus forte et la plus nombreuse est dans le faisceau Piana degli Albanesi, où plus des 3 500 membres sont des femmes dans une ville de 9 000 habitants. Les femmes abandonnent l'église pour les faisceaux, mais pas leur foi, en signe de désaccord avec les prêtres qui ont essayé de les effrayer et de les isoler avec des menaces d'excommunication. À Piana degli Albanesi en 1893, les femmes organisent un boycott de la procession religieuse annuelle pour protester contre l'opposition du clergé au mouvement,.
Au congrès de Palerme de mai 1893, où l'on décide de l'union de tous les faisceaux siciliens, Maria Cammarata, du faisceau de Piana degli Albanesi, plaide pour que les femmes soient enregistrées. La présence et la sophistication politique de représentantes féminines au Congrès surprend l'éditorialiste du Giornale di Sicilia : « Je ne pouvais le croire moi-même. Elles ont parlé haut et clair, avec facilité et un courage époustouflant. ». Une des femmes les plus remarquées est Marietta De Felice Giuffrida, la fille de Giuseppe de Felice Giuffrida. À seulement quatorze ans, elle accompagne son père dans toute la Sicile pour l'aider à construire les faisceaux depuis l'intérieur. Elle est « extraordinairement animée par l'esprit du socialisme qui parle aux gens avec la ferveur du missionnaire, et, par son sexe et son âge, elle provoque la fascination des masses. ».
Les autorités surveillent les faisceaux attentivement, et dans un rapport, le gouvernement de Rome signale que les faisceaux féminins à Piana degli Albanesi, Belmonte Mezzagno et San Giuseppe Jato doivent être considérés comme dangereux. Les femmes ont développé « des activités de propagande fortement couronnées de succès et des plans révolutionnaires, grâce auxquels elles exercent une influence considérable sur les autres faisceaux de la région. ».

### L'implication de la mafia
Certains historiens soulignent que les ligues étaient engagées dans une lutte de classes contre une coalition de propriétaires et de mafieux et ignorent les preuves de liens stratégiques entre les faisceaux et la Mafia,. Les faisceaux ne sont pas seulement dirigés par des socialistes et des anarchistes ; certains sont pilotés par les notables locaux et des mafieux. Les patrons de la Mafia Vito Cascio Ferro et Nunzio Giaimo dirigent les faisceaux à Bisacquino en alliance avec Bernardino Verro. La Mafia est parfois mise à contribution pour renforcer les piquets de grève au moyen de menaces de violence crédible. Ils rendent la grève plus coûteuse pour les propriétaires en détruisant leurs biens. Certains faisceaux, non socialisants, servent les intérêts électoraux de Crispi, de Di Rudini, voire de Giolitti.
Pour donner à la grève des muscles et se protéger lui-même d'éventuelles attaques, Verro devient un membre d'un groupe mafieux à Corleone, les fratuzzi (petits frères). Néanmoins, pendant la grande grève des faisceaux en septembre 1893, les fratuzzi recrutent pour boycotter la grève, et fournissent la main-d'œuvre nécessaire pour travailler aux champs que les paysans refusent de cultiver. Verro rompt alors avec les mafieux et, si l'on en croit les rapports de police, devient leur ennemi le plus acharné. Il est tué par la Mafia en 1915 alors qu'il est maire de Corleone.

## Histoire

### Une fondation et une croissance rapide
Les faisceaux siciliens sont une révolte des paysans siciliens contre l'introduction des relations capitalistes dans l'économie rurale, aggravée par la Grande Dépression de l'agriculture des années 1880. La crise agraire entre 1888 et 1892 conduit à une chute des prix du blé. Les principales sources de richesse de l'île, le vin, les fruits et le soufre, sont durement affectées. La classe dominante des propriétaires terriens reporte l'essentiel du fardeau économique sur la paysannerie, sous la forme de loyers plus élevés et d'une imposition locale discriminatoire. Tandis que la tension sociale augmente, tension sociale rose, une poignée de jeunes socialistes inconnus jusque-là, souvent fraîchement diplômés de l'Université de Palerme saisissent leur chance. Le mouvement se développe sous le premier gouvernement du président du Conseil Francesco Crispi (1887-1891) et coïncide avec des augmentations d'impôts impopulaires et la ratification d'une série de lois réduisant les libertés individuelles. L'économie du royaume d'Italie glisse dans une profonde récession depuis la fin des années 1880. De nouveaux tarifs protectionnistes sur les biens agricoles et industriels sont introduits en 1887, suivis par une guerre commerciale avec la France, qui crée du tort au commerce italien et affecte ses exportations agricoles, le seul secteur potentiellement dynamique de l'Italie du Sud. De nombreux agriculteurs en souffrent gravement,.

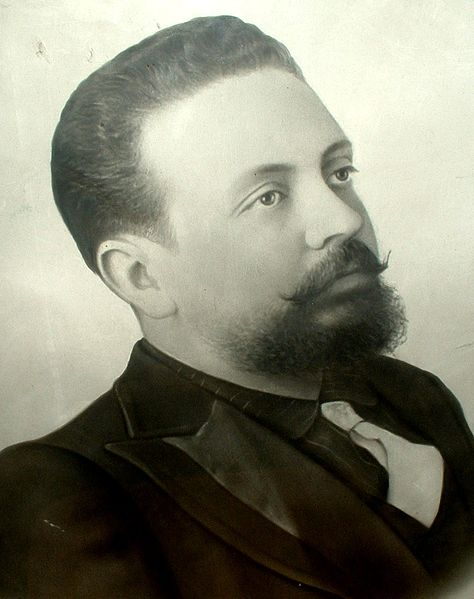
Bernardino Verro, l'un des dirigeants des faisceaux.

Le premier fascio apparaît à Messine le 18 mars 1889, mais est en sommeil après l'arrestation en juillet de son fondateur, Nicola Petrina (en) (il n'est pas relâché avant 1892). Ce premier faisceau de Messine est formé sur le modèle du faisceau ouvrier (it) constitué à Bologne en 1871. Une autre raison pour laquelle il ne se développe pas est qu'il ne rassemble pas des travailleurs individuels, mais les associations de travailleurs de la ville, qui conservent leur indépendance. Le premier faisceau créé de façon formelle est fondé le 1er mai 1891 (Fête du Travail) à Catane par Giuseppe de Felice Giuffrida (it). Parmi les autres dirigeants, il y a Rosario Garibaldi Bosco à Palerme, Nicola Barbato à Piana dei Greci, Bernardino Verro à Corleone et Lorenzo Panepinto (it) à Santo Stefano Quisquina.
L'élite gouvernante dépeint les membres des faisceaux comme des traîtres socialistes, communistes et anarchistes qui essayent de renverser la monarchie. En fait, ce sont des catholiques dévots et des monarchistes. Le mouvement a une nature messianique, caractérisée par des phrases comme « Jésus était un vrai socialiste et voulait exactement ce que les faisceaux demandent. ». Nicola Barbato est connu comme « l'apôtre des travailleurs ».
Le socialiste le plus convaincu parmi les dirigeants des faisceaux est Garibaldi Bosco. En août 1892, il assiste au congrès du parti socialiste à Gènes et à son retour, il purge docilement son faisceau de ses membres anarchistes ou autres non-socialistes. Son idée d'un front démocratique uni est partagée par le père du socialisme sicilien, Napoleone Colajanni. Le dirigeant à Catane, De Felice, maintient au contraire le contact avec des personnalités anarchistes comme Amilcare Cipriani. Sur ce sujet, et bien d'autres, il y avait des frictions importantes entre Catane et Palerme.
Crispi est remplacé par Antonio Di Rudinì en février 1891. Giovanni Giolitti lui succède en mai 1892. Phénomène d'abord limité aux grandes villes, les faisceaux se propagent dans les villes moyennes puis les bourgs et se structurent.
Le 20 janvier 1893, quand des paysans de Caltavuturo occupent le terrain communal qu'ils revendiquent comme le leur, les autorités locales tuent 13 personnes et en blessent 21 dans le massacre de Caltavulturo (en). Les troubles continuent tout au long de l'année.
Les faisceaux démarrent comme des mouvements urbains, animés par des artisans, qui évoluent en un mouvement de masse plus populaire et plus combatif lorsque les mineurs de soufre y adhèrent, et dans une phase ultérieure lorsque les paysans et les métayers s'y impliquent. À l'automne 1893, les conflits du travail dans les villes et les mines coïncident avec les manifestations et les revendications des agriculteurs. Le mouvement atteint son ampleur maximale dans les manifestations contre les impôts, impliquant l'échelon le plus bas de la ville et de la campagne, ce qui le rend difficile, voire impossible, à contrôler par ses dirigeants.

### Le succès initial
Si le mouvement naît à l'est de la Sicile, et plus particulièrement à Catane, c'est à Palerme qu'il prend son essor avec la mise en place du faisceau de Palerme le 29 juin 1892. Les ligues irradient alors rapidement dans toute la Sicile. Au printemps 1893, les dirigeants du mouvement décident de porter leur propagande aux paysans et aux mineurs de la campagne. Entre mars et octobre, le nombre de faisceaux passe de 35 à 162, rassemblant trois centaines de milliers de membres, paysans au deux tiers, ouvriers et artisans pour le reste.
Les 21 et 22 mai 1893, un congrès se tient à Palerme, avec 500 délégués de presque 90 ligues et cercles socialistes. Un comité central des faisceaux siciliens est élu, composé de neuf membres : Giacomo Montalto pour la province de Trapani, Nicola Petrina (en) pour la province de Messine, Giuseppe De Felice Giuffrida (it) pour la province de Catane, Luigi Leone pour la province de Syracuse, Antonio Licata pour la province d'Agrigente, Agostino Lo Piano Pomar (it) pour la province de Caltanissetta, Rosario Garibaldi Bosco, Nicola Barbato et Bernardino Verro pour la province de Palerme. Le congrès décide que toutes les ligues sont obligées de joindre le Parti des travailleurs italiens, ce qui ne sera le cas que de 75 sur 177 identifiées par Francesco Renda.

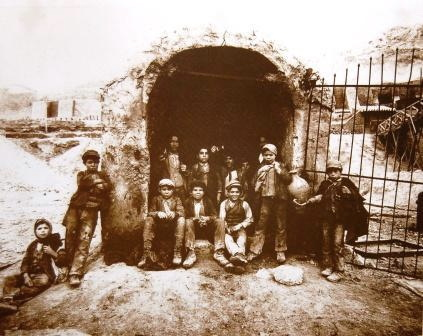
Des carusi à l'entrée d'un puits de soufrière en 1899

En juillet 1893, une conférence paysanne à Corleone élabore des contrats modèles pour les laboureurs, métayers et locataires et les présente aux propriétaires. Quand ceux-ci refusent de négocier, une grève contre les propriétaires terriens et les impôts d'État éclate dans une grande partie de l'ouest de la Sicile. Ces contrats, appelés Patti di Corleone (accords de Corleone), sont considérés par les historiens comme le premier contrat collectif syndical de l'Italie capitaliste. En septembre, l'État intervient et certains propriétaires sont incités à capituler. Ailleurs, les grèves continuent jusqu'en novembre 1893. Les cheminots de Catane et Palerme, les mineurs de soufre et de nombreux autres travailleurs suivent leur exemple et obtiennent des salaires plus élevés ou de meilleures conditions de travail,.
En octobre 1893, un congrès de mineurs se tient à Grotte dans la province d'Agrigente. Il rassemble environ 1 500 personnes, parmi lesquelles des mineurs et des petits producteurs. Les mineurs demandent que l'âge minimum pour travailler dans les mines de soufre soit porté à 14 ans, la diminution des heures de travail et un salaire minimum. Les petits propriétaires demandent des mesures pour éviter l'exploitation par les gros propriétaires. La mesure concernant l'âge minimal cherche à améliorer la situation des carusi (it), des mineurs qui travaillent dans des conditions proches de l'esclavage et qui ont provoqué l'indignation publique et inspiré de nombreuses protestations.
Les succès de ce combat convainquent l'élite dirigeante sicilienne qu'il faut mettre fin à cette agitation politique. Ses membres sont pris de panique et certains demandent même que toutes les écoles soient fermées afin que les doctrines subversives ne se répandent pas. Les préfets et les conseils municipaux effrayés inondent Rome de demandes de suppression immédiate des faisceaux. Cependant, malgré la forte pression du Roi, de l'armée et des cercles conservateurs de Rome, Giolitti ne traite pas les grèves, qui ne sont pas illégales, comme des délits, pas plus qu'il ne dissout les faisceaux ou n'autorise l'utilisation d'armes à feu contre les manifestations populaires. Sa stratégie est « de permettre à ces luttes économiques de se résoudre d'elles-mêmes grâce à l'amélioration de la condition des travailleurs » et de ne pas interférer dans ce processus.

### L'augmentation des tensions

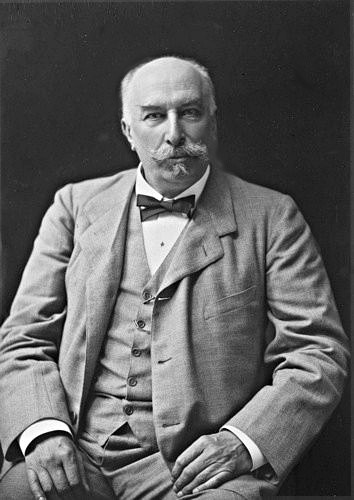
Le président du Conseil Giovanni Giolitti.

Malgré cette position, Giolitti reconnaît le besoin d'asphyxier l'agitation. À partir de mai 1893, les dirigeants des faisceaux sont arrêtés régulièrement et des renforts de police et militaires sont envoyés en Sicile. À l'automne 1893, la direction perd la main sur les faisceaux et l'agitation populaire devient hors de contrôle. Des paysans occupent et s'emparent des terrains, des foules violentes manifestent pour le travail et contre la mauvaise gouvernance locale, les centres des impôts sont brûlés et les accrochages avec la police deviennent plus fréquents et plus sanglants. Le conflit social violent atteint presque le point de l'insurrection. Les propriétaires demandent au gouvernement d'intervenir.
Le choix de ne pas intervenir ne peut être maintenu. Les propriétaires terriens sont furieux que le gouvernement ne veuille pas utiliser la force, tandis que les paysans sont contrariés par le refus de redistribuer les terrains des latifundia. Les propriétaires répondent à la grève par un lock-out, et de nombreux paysans, sans doute la majorité dans les centres de grève, se retrouvent sans location quand les semailles se terminent à la mi-décembre. En décembre 1893, l'échec de Giolitti à restaurer l'ordre public conduit à une demande générale pour que Crispi revienne au pouvoir. Giolitti doit démissionner le 24 novembre 1893, à la suite du scandale de la Banca Romana.
En plus des troubles en Sicile, une vague d'émeutes s'étend sur l'Italie en août 1893, déclenchée par le massacre des travailleurs Italiens d'Aigues-Mortes par d'autres ouvriers dans le sud de la France. L'indignation enfle jusqu'à une révolte plus généralisée de la classe ouvrière soutenue par les anarchistes et des émeutes violentes à Rome et à Naples. Quand Crispi revient au pouvoir en décembre 1893, l'Italie semble glisser vers une révolution. Conscient de la misère et du besoin de réformes sociales, il promet d'importantes mesures de réforme agraire dans un proche futur. Avant 1891, il avait été un bienfaiteur de la classe laborieuse sicilienne et de nombreuses associations portent son nom. Napoleone Colajanni, l'architecte de la chute de Giolitti qui a exposé le scandale de la Banca Romana, se voit offrir le Ministère de l'agriculture, qu'il refuse, puis est envoyé en Sicile en mission d'apaisement.

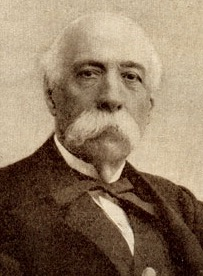
Le président du Conseil Francesco Crispi.

Les bonnes intentions de Crispi se perdent parmi les cris pour des mesures énergiques. Dans les trois semaines de flottement avant que le gouvernement ne se forme, la dissémination rapide de la violence conduit de nombreuses autorités locales à braver l'interdiction de Giolitti d'utiliser des armes à feu. En décembre 1893, quatre-vingt-douze paysans perdent la vie dans des heurts avec la police et l'armée. Des immeubles gouvernementaux sont brûlés, ainsi que des moulins à farine et des boulangeries qui ont refusé de baisser leurs prix quand les taxes ont été baissées ou abolies,. Onze personnes sont tuées le 10 décembre 1893, lors du massacre (it) de Giardinello après un rassemblement demandant l'abolition des taxes sur la nourriture et la dissolution des gardes champêtres locaux (guardie campestri), où les manifestants portant le portrait du Roi pris à la mairie ont brûlé les registres des taxes. Le 17 décembre 1893, de nombreuses personnes sont blessées par la troupe lors d'une manifestation à Monreale. Onze autres manifestants sont tués dans le massacre (en) de Lercara Friddi le 25 décembre,. Le 1er janvier 1894, vingt personnes sont tuées et de nombreuses autres blessées à Gibellina et Pietraperzia. Le 2 janvier, il y a deux morts à Belmonte Mezzagno et le lendemain dix-huit morts et de nombreux blessés à Marineo,. Le surlendemain, le 5 janvier, treize morts et de nombreux blessés ferment la liste à Santa Caterina Villarmosa.
Crispi croit que ces désordres sont le résultat d'un complot révolutionnaire. Se fondant sur des documents et des rapports douteux, il proclame qu'il existe une conspiration organisée pour que la Sicile fasse sécession de l'Italie. Les dirigeants des faisceaux auraient conspiré avec le clergé et auraient été financés par de l'or français, la guerre et l'invasion seraient aux portes,,

### La répression

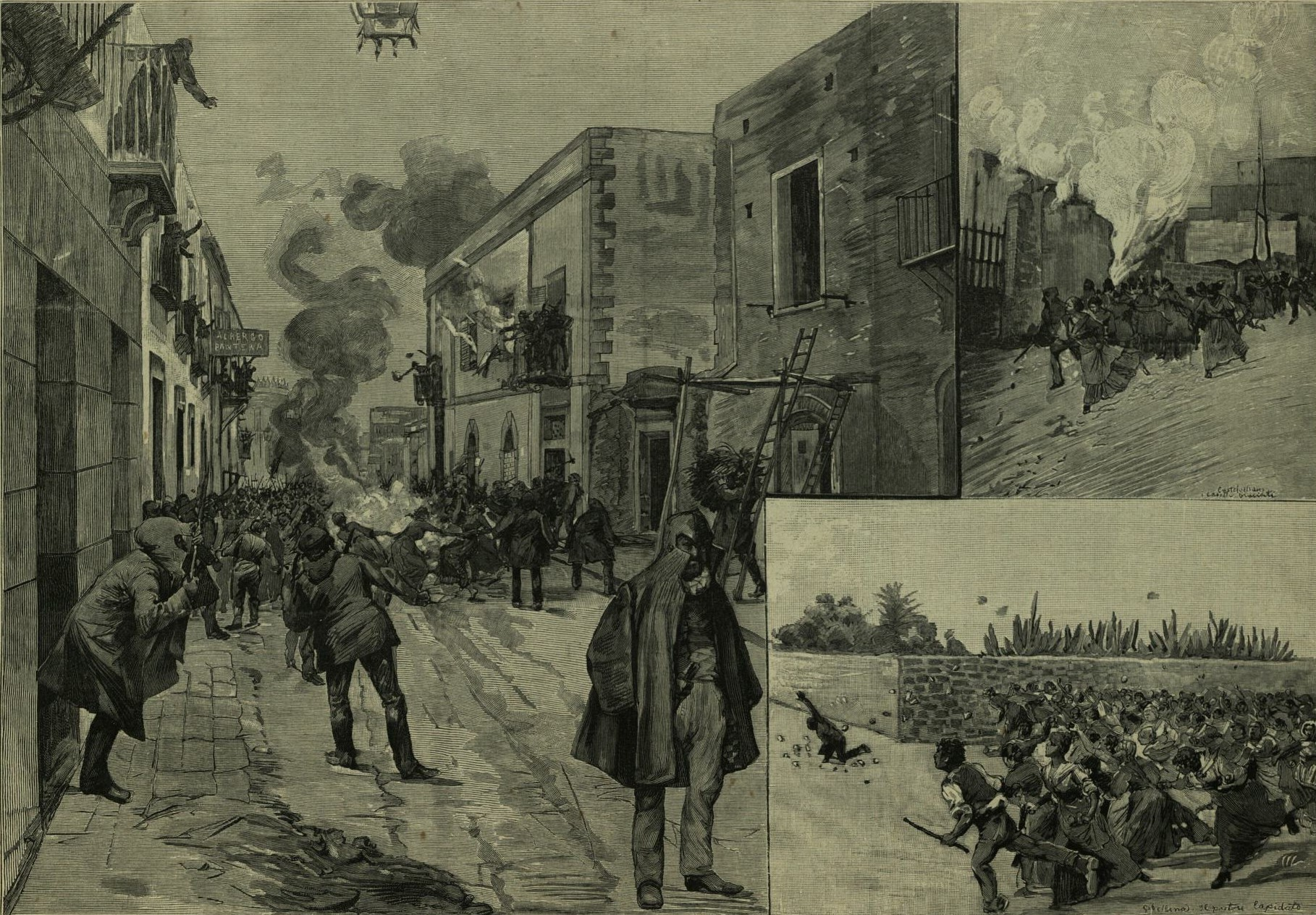
L'Illustrazione italiana du 21 janvier 1894 : Révolte et incendies à Castelvetrano, lapidation du préteur à Gibellina.

Le 3 janvier 1894, Crispi déclare l'état de siège dans toute la Sicile. Les réservistes de l'armée sont rappelés et le général Roberto Morra di Lavriano e della Montà est envoyé avec 40 000 hommes,. L'ordre ancien est rétabli grâce à l'utilisation de force extrême, comprenant des exécutions sommaires. Les faisceaux sont mis hors-la-loi, l'armée et la police tuent de nombreux manifestants, et en blessent des centaines. Des milliers de militants et tous les dirigeants, sont mis en prison ou envoyés en exil interne. Environ 1 000 personnes sont déportées sans procès vers les îles pénitentiaires. Toutes les sociétés ouvrières et les coopératives sont dissoutes et les libertés de la presse, de réunion et d'association sont suspendues. La révolte (en) de Lunigiana des anarchistes et républicains est écrasée. Le gouvernement en profite pour « revoir » les registres électoraux. À Catane, 5 000 des 9 000 électeurs sont radiés. La liberté de réunion et d'association est contrainte par les lois de juillet 1894, officiellement destinées à lutter contre les anarchistes.
Dans les premiers jours de janvier, le Comité central des faisceaux se réunit à Palerme pour discuter de la position à tenir. Deux positions opposées émergent. De Felice Giuffrida, connu pour ses tendances anarchistes, soutient qu'il faut profiter de la situation de désordre pour provoquer une révolution sur l'île. Néanmoins, la majorité soutient la vue opposée selon laquelle il faut procéder pacifiquement. Une révolte ne serait pas seulement inappropriée, mais elle nuirait également au mouvement. Le comité condamne les incidents violents dans les différentes parties de l'île, et lance un appel au calme et à ne pas se venger. Finalement, De Felice Giuffrida accepte la position de la majorité. Mais les autorités sont résolus à arrêter De Felice, Montalto, Petrina et les autres. Garibaldi Bosco, Barbato et Verro sont arrêtés à bord du bateau à vapeur sur le point de partir pour Tunis,.
Le 28 février 1894, Crispi présente ses « preuves » d'une conspiration à grande échelle au parlement : le soi-disant « traité de Bisacquino » (Trattato di Bisacquino), signé par le gouvernement français, le tsar de Russie, Giuseppe De Felice, les anarchistes et le Vatican, aurait eu pour but de détacher la Sicile du reste du pays et de la mettre sous protectorat franco-russe. Le député radical Felice Cavallotti ridiculise la conspiration de Crispi, se moquant du « fameux traité entre l'Empereur de Russie, le Président de la République française, et Monsieur De Felice ».

### Le procès à Palerme

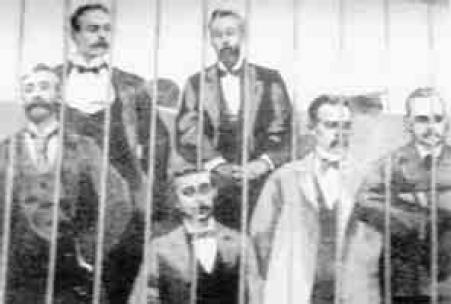
Les dirigeants des faisceaux siciliens dans la cage du tribunal lors du procès d'avril 1894

Les procès contre le comité central des faisceaux qui se tiennent à Palerme en avril et mai 1894 portent le coup final au mouvement. Malgré une défense éloquente, qui transforme le tribunal en tribune politique et fait vibrer chaque socialiste du pays, les dirigeants sont condamnés à de lourdes peines de prison. Le 30 mai 1894, Giuseppe de Felice Giuffrida est condamné à 18 ans de prison, Rosario Bosco, Nicola Barbato et Bernardino Verro à 12 ans,.
« Devant vous », déclare Barbato aux juges, « nous avons fourni les documents et les preuves de notre innocence. Mes amis ont jugé nécessaire d'assurer leur défense légalement ; je ne le ferai pas. Non pas parce que je n'ai pas confiance en vous, mais parce que c'est la Loi qui ne me concerne pas. Je ne me défendrai donc pas. Vous devez émettre un verdict : nous sommes les éléments qui détruisent vos institutions sacrées. Vous devez émettre un verdict : c'est logique, humain. Je respecterai toujours votre loyauté. Mais nous disons à nos amis à l'extérieur : ne demandez pas de pardon, ne demandez pas d'amnistie. La civilisation socialiste ne doit pas commencer par un acte de lâcheté. Nous demandons une condamnation, nous ne demandons pas le pardon. Les martyrs sont plus utiles à la sainte cause que n'importe quelle propagande. Condamnez-nous ! ».
Les lourdes peines prononcées déclenchent de fortes réactions en Italie et aux États-Unis. Lors des élections législatives de mai 1895, la gauche investit à Palerme les chefs condamnés. Bernardino Verro est largement battu par Raffaele Palizzolo dans la première circonscription, Nicola Barbato ne parvient pas à défaire Francesco Crispi dans la deuxième même s'il parvient à lui prendre un tiers des voix, le catanais Giuseppe De Felice Giuffrida échoue face au prince de Trabia dans la troisième mais Rosario Garibaldi Bosco, candidat dans la quatrième circonscription de Palerme sans avoir l'âge requis et malgré son incarcération, est élu au second tour contre le candidat de Crispi, Augusto Laganà, grâce à la réunion de toutes les partis qui espèrent ainsi obtenir un nouveau scrutin. L’élection de Bosco effectivement annulée, Pietro Bonanno est élu à sa place en 1896.
En mars 1896, Crispi doit démissionner à la suite de la défaite humiliante de l'armée italienne à la bataille d'Adoua en Éthiopie durant la première guerre italo-éthiopienne. Le nouveau gouvernement libéral du président du Conseil Antonio di Rudinì reconnaît alors la brutalité excessive de la répression. De nombreux membres des faisceaux sont amnistiés et relâchés de prison. Di Rudinì précise néanmoins qu'il ne sera pas permis aux faisceaux de se réorganiser,. Une fois relâchés, De Felice, Barbato et Bosco sont accueillis par une vaste foule de sympathisants à Rome, poussant des vivats pour le socialisme et dénonçant Crispi.

### Les conséquences et la postérité
La répression brutale s'est retournée dans une certaine mesure contre ses auteurs. Les dirigeants des faisceaux ont utilisé les tribunaux militaires comme une tribune passionnée et bien relayée par la presse lors de leur défense. Les tribunaux, en se montrant trop répressifs, ont révolté la conscience libérale de nombreux Italiens du Nord.
Dans le but de regagner son ancienne « aile gauche », Crispi propose une loi en juillet 1894 pour racheter les grandes propriétés et les terrains non cultivés. L'idée est de proposer à la location les terrains sur de longues durées dans le cadre d'exploitations de taille moyenne ; les preneurs recevraient des crédits réduits et des avantages fiscaux. Cette loi ne convainc pas les radicaux et les démocrates des bonnes intentions de Crispi, et met en colère les propriétaires siciliens, qui, après la dissolution des faisceaux, ne sont plus prêts à faire la moindre concession. Sous le gouvernement de di Rudiní, ils se battent contre le projet de loi.
La révolte inspire tout de même des réformes. En 1898, deux mesures de législation sociale sont mises en place par le ministre des finances du cabinet de di Rudini, Luigi Luzzatti. Le système d'indemnisation des accidents du travail de 1883 pour l'industrie est rendu obligatoire, l'employeur supportant tous les coûts ; un fonds volontaire pour les prestations contributives d'invalidité et les pensions de retraite est créé.
De nombreux anciens adhérents des faisceaux quittent la Sicile. La vie est devenue plus dure et le travail difficile à trouver en raison de leur implication passée dans le mouvement. Pour ceux qui voulaient améliorer leur vie, la rébellion ayant échoué, il ne reste plus que l'émigration,.
Selon Eric Hobsbawm, historien communiste, les faisceaux sont un excellent exemple de mouvement agraire primitif, qui se modernise en s'alignant sur le socialisme et le communisme. Plusieurs de ses dirigeants continuent dans le parti socialiste leur combat pour les droits sur la terre et la réforme agraire après avoir été relâchés. Malgré la défaite de 1894, des mouvements permanents qui appliquent des modèles modernes d'organisation s'installent dans certaines zones de la Sicile. Pourtant, le PSI est resté à l'écart de ce mouvement, interclassiste et agraire, et parmi les dirigeants des ligues d'aucuns comme Giuseppe De Felice défendent une autonomie politique.
À l'automne 1901, des paysans siciliens, suivant l'exemple de nombreuses grèves agraires qui affectent l'ensemble de l'Italie, déclenchent à nouveau une vague de désordres dans les campagnes, reprenant « la marche interrompue abruptement en 1894 par la répression des faisceaux ». Tout comme lors du mouvement des faisceaux, un des buts principaux des grèves de 1901 est une refonte des baux agricoles pour saper le pouvoir économique des locataires agricoles, les gabellotti (it). Après la première Guerre mondiale, le mouvement communiste en Sicile s'appuie sur les ébauches de structures organisationnelles des faisceaux, par exemple pendant le biennio rosso, les deux années « rouges ». Les faisceaux inspirent la lutte sociale en Sicile bien jusque dans les années 1950.
L'appellation Faisceaux (Fasci), utilisée à l'époque par d'autres groupes d'inspiration généralement socialiste et démocrate, continue d'évoquer par la suite, dans l'imaginaire politique italien, un mouvement protestataire et populaire. Elle demeure connotée à gauche jusqu'à la Première Guerre mondiale. À cette date, le nom de Fasci adopte une coloration plus nationaliste et belliciste, en étant repris par des partisans de l'entrée en guerre de l'Italie, signataires du manifeste des Faisceaux d'action internationaliste : l'ancien socialiste Benito Mussolini anime ensuite, dans la foulée de ce manifeste, le Faisceau d'action révolutionnaire interventionniste. Il prolonge son action après-guerre en fondant les Faisceaux italiens de combat, première incarnation du fascisme.

## Représentations dans la culture
Le roman de Luigi Pirandello Les Vieux et les jeunes (I vecchi e i giovani) de 1913 retrace l'histoire de l'échec et de la répression des faisceaux siciliens entre 1893 et 1894. Bien que Pirandello n'a pas été un membre actif du mouvement, il avait des liens d'amitié étroits avec certains de ses idéologues : Rosario Garibaldi Bosco, Enrico La Loggia, Giuseppe De Felice Giuffrida et Francesco De Luca.
Le film Il giorno di San Sebastiano (en) (Le Jour de Saint Sebastien) de Pasquale Scimeca (it) en 1993, traite du massacre (en) de Caltavuturo le 20 janvier 1893, quand, pendant la fête de Saint Sébastien, un peloton d'exécution tue quinze paysans qui revendiquaient leur droit sur des terrains d'État. Ce film a obtenu un Golden Globe et a été présenté à la Mostra de Venise,. Il s'inspire de la pièce homonyme, un monologue écrit par Rosario Garibaldi Bosco représenté pour la première fois le 2 février 1893 à Palerme pour récolter de l'argent pour les victimes.